# 华南锥
华南锥（学名：Castanopsis concinna）又稱之為毛葉拷栗，为壳斗科锥属下的一个种。乔木，高10-15米，胸径达50cm。分布于广东、广西、香港。为濒危物种。
毛葉栲栗常綠喬木，樹枝和葉背被上短小絨毛。葉含革質，呈長橢圓形，邊緣有稀疏鋸齒。果實堅硬，披有短而尖利褐色剌。主要分布在香港的深水灣、大圍、大帽山，在廣西防城，廣東信宜、陽春、陽江、廣寧等地亦有少量分布。

## 扩展阅读
- 維基物種上的相關：华南锥